# Chigasaki
Chigasaki (茅ヶ崎市 Chigasaki-shi?) es una ciudad de la prefectura de Kanagawa, Japón. Se localiza en las costas de la Bahía de Sagami donde el río Sagami (相模川) hace frontera al oeste con la vecina Hiratsuka. Su área es de 35,71 km² y su población estimada es de 237 384 (2014). Chigasaki es un puerto importante donde la base económica es el mar y sirve de ciudad dormitorio para Tokio y Yokohama.

## Historia
El área alrededor de Chigasaki ha estado habitada desde tiempos prehistóricos. Entrado el período Edo esta área fue usada en gran medida para tierras de cultivo. La carretera Tokaido que conectaba a Edo con Kioto pasó a través de lo que hoy es Chigasaki, pero sin una estación de correos. La zona era parte del territorio tenryō en la provincia de Sagami controlado directamente por el shogunato Tokugawa durante el período Edo. 
Después del comienzo de la era Meiji, el ferrocarril Tōkaidō conectba la estación de Chigasaki con Tokio y Osaka en 1898, lo que impulsó el desarrollo de la zona. En 1908 la villa Chigasaki del distrito Koza (高座郡) fue promovida a pueblo y de esta a ciudad el  1 de octubre de 1947. 
En 1989 la ciudad superó los 200 000 habitantes y el 1 de abril de 2003 Chigasaki se niveló a ciudad especial ganando autonomía local.